# ユニオン・パシフィック鉄道

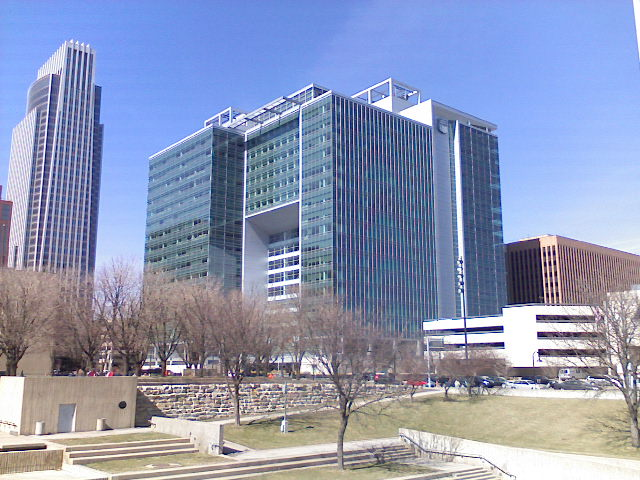
ユニオン・パシフィック鉄道本社

ユニオン・パシフィック鉄道（ユニオン・パシフィックてつどう、Union Pacific Railroad, UP, NYSE:UNP）は、アメリカ合衆国最大規模の貨物鉄道会社。1862年設立。本社はネブラスカ州オマハ。2016年現在の社長、CEOはLance M.Fritz。
ユニオン・パシフィック鉄道の線路網は、アメリカ合衆国の西部から中部の多くをカバーし、シカゴ西部やニューオーリンズにまで達する。2007年現在、営業範囲は32,205マイル (51,829km) におよび、そのうち26,354マイル (42,413km) は自社所有である。この規模はアメリカ国内での展開する鉄道で最大である。これらの路線は、ミズーリ・パシフィック鉄道 (MP)、シカゴ・アンド・ノース・ウェスタン鉄道 (C&NW)、ウェスタン・パシフィック鉄道 (WP)、ミズーリ・カンザス・テキサス鉄道 (MKT)、デンバー・アンド・リオグランデ・ウェスタン鉄道（DRGW。のちサザン・パシフィック鉄道）などの買収によって成し遂げられた。ほかにも、メキシコ合衆国におけるフェロメックス株を26%保有している（残る74%はグルポ・メヒコが保有）。
競合他社の筆頭としてBNSF鉄道があり、ほぼ同一の地域をカバーしている。ダウ輸送株20種平均の構成銘柄のうち、前身のDow Jones Average時代を含めて、算出開始以降、現在も選出されている唯一の企業である。

## 歴史
1862年の太平洋鉄道法を受けて、同年7月1日に法人化された。太平洋鉄道法は当時の大統領であったエイブラハム・リンカーンによって承認されたものである。太平洋鉄道法は南北戦争中の連邦の維持の目的で、ミズーリ川から太平洋までを鉄道でつなぐというものであった。
サンフランシスコ湾から東方へ構築されていたセントラル・パシフィック鉄道と接続するために、主要出資者であるトーマス・デュラントの指導のもとでアイオワ州カウンシルブラフスから西へ構築した。路線は内戦時にはアメリカ人労働者から技術を学んでいたアイルランド人労働者の手によって主に構築されていた。ついに2つの路線はユタ州オグデンの西53マイル（約85キロメートル）にあるプロモントリーサミットで1869年5月10日に繋がり、北アメリカ最初の大陸横断鉄道となった。

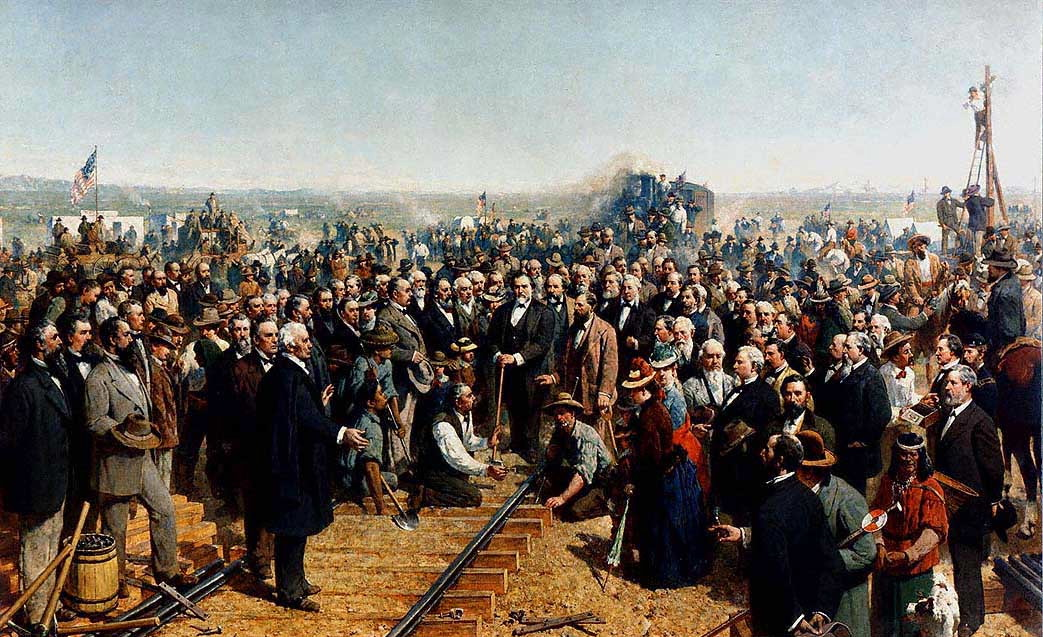
ラスト・スパイク（1881年） トーマス・ヒル作

その後、UPはモルモン教が敷設した3つの鉄道、即ちユタ・セントラル鉄道（ユタ州オグデンからソルトレイクシティへ南下する鉄道）、ユタ・サザン鉄道（ソルトレイクシティからユタ・バレーへ南下する鉄道）、ユタ・ノーザン鉄道（オグデンからアイダホ州に北上する鉄道）を吸収。さらに路線を建設、あるいはローカルな鉄道を吸収しつつ、東はコロラド州デンバー、西はオレゴン州ポートランドを経て太平洋岸北西部へと延伸した。さらに1880年、デンバーとカンザスシティを結ぶカンザス・パシフィック鉄道（KP。この区間の開業によりアメリカ大陸両岸を結ぶ鉄道が全通した）を買収した。
1872年、 クレジット・モビリエ社のスキャンダル (en:Credit Mobilier of America scandal) に巻き込まれ倒産。「ユニオン・パシフィック・レールウェイ」と会社名を改め、1880年1月24日、主要出資者としてジェイ・グールドを戴いて社を更生した。新会社は1893年に再度倒産するも、1897年7月1日に会社名を「ユニオン・パシフィック・レールロード」に戻して再発足している。こうした会社名のマイナーチェンジはアメリカ鉄道会社の倒産後の更生の結果としてはありふれたものだった。その間、UPは資産売却を進め、1870年、UPの中央支店はミズーリ・パシフック鉄道 (MP) のそれとなり、南部支店は新たに組織されたミズーリ・カンザス・テキサス鉄道 (MTK) に譲渡されている。
再生した会社はすぐに業績を回復し、1901年にはサザン・パシフィック鉄道 (SP) の経営権を獲得できるほどに体力があったが、1913年、合衆国最高裁判所により経営権を切り離された。最終的には1996年、活動上の思惑からSPを買収した。1980年代には、MPとMKTを再び吸収した。
1936年、UPはアイダホ州サンバレーにリゾートを建設。その夏にはオマハの技術部門が初めてのチェアリフトを設計した。
1948年から1970年代初期にかけて、世界でも類を見ない大規模な編成からなる電気式ガスタービン機関車 (GTELs) を運用した。GTELsは一時、鉄道輸送における10%以上を運んだが、70年代の燃料コストの増大によって使用は停止された。

## 保有車両

### 現有車両
2007年の年度報告書によれば、UPが運用する車両数は下記のとおりである。車両によっては、UP所有だったものをリース会社に売却し、そこからリースを受けているものもある。
| ディーゼル機関車     | ディーゼル機関車 | ディーゼル機関車 | ディーゼル機関車 | ディーゼル機関車 |
| 種別                 | 自社所有         | リース車両       | 合計             | 平均経年         |
| -------------------- | ---------------- | ---------------- | ---------------- | ---------------- |
| ロード・スイッチャー | 4,330            | 3,704            | 8,034            | 14.8             |
| スイッチャー         | 488              | 32               | 520              | 30.5             |
| その他               | 112              | 55               | 167              | 20.6             |
| 合計                 | 4,930            | 3,791            | 8,721            |                  |
| 貨車                 |                  |                  |                  |                  |
| 種別                 | 自社所有         | リース車両       | 合計             | 平均経年         |
| ホッパ車(有蓋)       | 13,864           | 21,573           | 35,437           | 28.8             |
| ホッパ車(無蓋)       | 13,431           | 5,216            | 18,647           | 28.6             |
| 無蓋車               | 7,639            | 6,141            | 13,780           | 26.6             |
| 有蓋車               | 8,132            | 4,140            | 12,272           | 27.1             |
| 冷蔵車               | 3,309            | 5,291            | 8,600            | 22.3             |
| 長物車・大物車       | 3,687            | 1,149            | 4,836            | 30.2             |
| その他               | 127              | 585              | 712              |                  |
| 合計                 | 50,189           | 44,095           | 94,284           |                  |

比較用に2014年度報告書に記載されている車両数も併記する。数字は2013年度末のものである。
| ディーゼル機関車     | ディーゼル機関車 | ディーゼル機関車 | ディーゼル機関車 | ディーゼル機関車 |
| 種別                 | 自社所有         | リース車両       | 合計             | 平均経年         |
| -------------------- | ---------------- | ---------------- | ---------------- | ---------------- |
| ロード・スイッチャー | 5,431            | 2,348            | 7,779            | 18.0             |
| スイッチャー         | 344              | 14               | 358              | 33.9             |
| その他               | 72               | 57               | 129              | 34.1             |
| 合計                 | 5,847            | 2,419            | 8,266            |                  |
| 貨車                 |                  |                  |                  |                  |
| 種別                 | 自社所有         | リース車両       | 合計             | 平均経年         |
| ホッパ車(有蓋)       | 13,362           | 14,531           | 27,893           | 20.0             |
| ホッパ車(無蓋)       | 8,271            | 4,284            | 12,555           | 28.1             |
| 無蓋車               | 6,367            | 4,711            | 11,078           | 23.7             |
| 有蓋車               | 3,765            | 1,400            | 5,165            | 28.2             |
| 冷蔵車               | 2,651            | 4,192            | 6,843            | 24.9             |
| 長物車・大物車       | 2,690            | 1,181            | 3,871            | 28.9             |
| その他               | 21               | 329              | 350              |                  |
| 合計                 | 37,127           | 30,628           | 67,755           |                  |

### 保存車両
- 4000形蒸気機関車（ビッグボーイ）
- 3985号蒸気機関車（チャレンジャー）
- 844号蒸気機関車 - 通称"FEF-3"[注釈 1]。蒸機全盛期より一貫して動態保存の状態にある同鉄道唯一の蒸気機関車。
- 6936号ディーゼル機関車（英語版） - 6600馬力の出力を誇る、全米史上最強の機関車であるDDA40X形の唯一の動態保存機。上記各保存機の補機などにも用いられる。
- 951、949、963B号ディーゼル機関車 - 鉄道黄金時代の優等列車を牽引したEMD E9形ディーゼル機関車の保存機。ビジネスカーや貸切臨時列車の牽引に用いられる。外観は概ね往年の雰囲気をとどめているが、機関はEMD GP38-2形ディーゼル機関車のものに換装されている。

## 過去の旅客列車
- シティ・オブ・ロサンゼルス（シカゴ～ロサンゼルス）
- チャレンジャー（シカゴ～ロサンゼルス）
- シティ・オブ・サンフランシスコ（シカゴ～オークランド・サンフランシスコ）
- シティ・オブ・ポートランド（シカゴ～ポートランド・シアトル）
- シティ・オブ・デンバー（シカゴ～デンバー）
- シティ・オブ・セントルイス（セントルイス～オークランド・サンフランシスコ、ロサンゼルス）
- シティ・オブ・ラスベガス（ロサンゼルス～ラスベガス）
- ポートランド・ローズ（ポートランド～カンサスシティ）
- オーヴァーランド・リミテッド（シカゴ～オークランド・サンフランシスコ）
- ロサンゼルス特急（シカゴ～ロサンゼルス）
- ビュート・スペシャル（ビュート～ソルト・レイク・シティ）
- スポーカン（ポートランド～スポーケン）